# Балкан-Махала
Балка́н-Махала́ (болг. Балкан махала) — село в Пловдивській області Болгарії. Входить до складу общини Лики.

## Населення
За даними перепису населення 2011 року у селі проживали 2 особи.
Розподіл населення за віком у 2011 році:
Динаміка населення: